# Doaa El-Adl

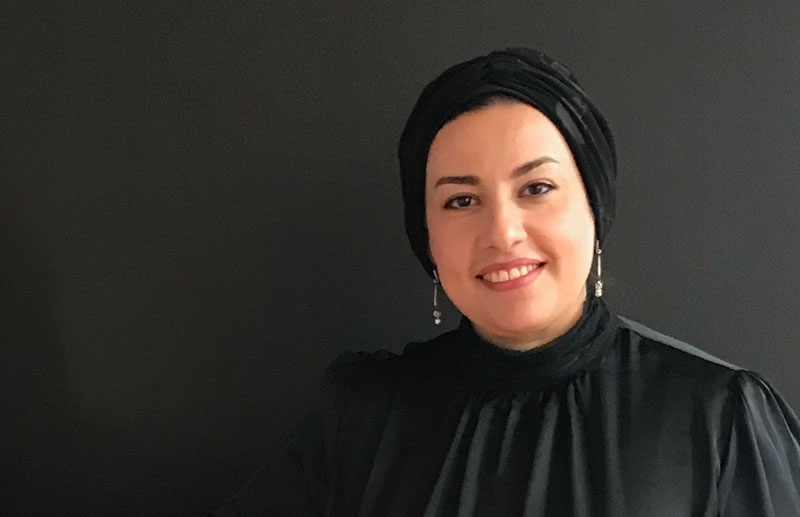
Doaa El-Adl

Doaa El-Adl (arabisch دعاء العدل, DMG Duʿāʾ al-ʿAdl; geboren 1979) ist eine ägyptische Karikaturistin. Sie ist für ihre kritischen Cartoons zu politischen, gesellschaftlichen und religiösen Themen bekannt. Die Künstlerin lebt und arbeitet in Kairo.

## Werdegang
Doaa El-Adl studierte Kunstwissenschaften an der Universität Alexandria
Seit 2007 veröffentlicht sie ihre Cartoons in verschiedensten Zeitungen und Magazinen, darunter al-Dustour, Rose-al-Yusuf und Sabah El Kheir. Neben Karikaturen zeichnet El-Adl auch Illustrationen für diverse Kindermagazine und Kinderbücher. Aktuell zeichnet sie für die unabhängige ägyptische Tageszeitung al-Masry al-Youm.
2012 sorgte eine ihrer Zeichnungen für Aufregung, in der sie Politiker für die Instrumentalisierung der Religionen kritisiert. Dafür wurde El-Adl wegen Blasphemie angeklagt. Das Verfahren wurde nach dem Staatsstreich 2013 jedoch fallen gelassen.
2013 sorgte ein weiterer Cartoon für heftigste Diskussionen in Ägypten. Die Zeichnung kritisiert die weibliche Genitalverstümmelung (FGM), ein Tabuthema, das in der Gesellschaft nicht gerne diskutiert wird. Sie zeigt einen Mann mit einer Schere in der Hand, der eine Leiter hinaufsteigt, um eine Blume zwischen den Beinen einer Frau abzuschneiden.
2017 veröffentlichte sie ihr Buch „50 Cartoons and more on women“, in dem sie zeigt, wie gesellschaftliche Normen das Leben von Frauen im arabischen Raum und auf der ganzen Welt in dramatischer Weise beeinflussen können. Darunter sind Zeichnungen zu alltäglichen Herausforderungen wie die Vereinbarkeit von Familie und Beruf, fehlende Gleichberechtigung, oder Erwartungen, einem bestimmten Schönheitsideal entsprechen zu müssen. Mit ihren ausdrucksstarken Zeichnungen wirft sie Licht auf Probleme, mit denen Frauen weltweit konfrontiert sind, wie sexuelle Belästigung, häusliche Gewalt, Heirat Minderjähriger oder Menschenhandel. Ihre Zeichnungen zu diesen Themen lösten bereits heftige Debatten aus.
Zitat Doaa El-Adl: „There are some cartoonists who only do light, funny drawings. I think that the role of caricature is much bigger than that. [...] We don't have the luxury to ignore things like freedom of expression or women`s rights.“

## Publikationen
- 2017: 50 Cartoons and more on women erschienen im Eigenverlag der Künstlerin (Arabisch, Französisch, Englisch)
- 2020: Die Welt der Frau - 50 Cartoons and more on women erschienen im Verlag Scherz & Schund Fabrik (Deutsch, Englisch). ISBN 978-3-903055-51-3

## Auszeichnungen
- 2009: Auszeichnung der Journalistenvereinigung in Ägypten für den besten Cartoon
- 2013: 41. Forte dei Marmi Preis (Italien) für Politische Satire in der Kategorie „Internationale satirische Zeichnungen“
- 2013: Saint Just le Martel Preis Frankreich
- 2013: Award to Resist Violence against Women (von ACT)
- 2014: International Presse Cartoon Prize der Organisation Cartooning for Peace, verliehen durch ehem. UN-Generalsekretär Kofi Annan. (cartooningforpeace.org)
- 2015: Award from Egypt Mustafa and Ali amin prize
- 2016: Teil des Projekts 100 Women der BBC, einer Liste der inspirierendsten und einflussreichsten Frauen 2016 (www.bbc.com)
- 2017: Mahmoud Kahil Award in Political Cartoons
- 2020: Grand Prize beim Women Cartoonist International Award

## Ausstellungen (Auswahl)
- Teilnahme an zahlreichen Cartoon-Ausstellungen unter anderem in Frankreich, Italien, Spanien, Schweiz, Tunesien
- 2019: "Die Welt der Frau" – Einzelausstellung. Schule des Ungehorsams, Linz, Österreich.
- 2020: "Die Welt der Frau" – Einzelausstellung. Kulturbühne Hinterhalt, Geretsried, Deutschland.